# San Justo (Buenos Aires)
San Justo è una città dell'Argentina, capoluogo del partido di La Matanza, nella provincia di Buenos Aires. È uno dei principali centri dell'area sud-occidentale della conurbazione della Grande Buenos Aires. 

## Geografia
San Justo è situata a 25 km a sud-ovest della capitale argentina Buenos Aires.

## Storia
La città fu fondata il 26 dicembre 1856 quando gli eredi del proprietario Justo Villegas donarono al magistrato Lino Lagos dei terreni sui far sorgere il capoluogo del partido di La Matanza. Su proposta della famiglia Villegas la sito fu chiamato San Justo. Nei decenni successivi l'economia locale rimase fortemente vincolata all'agricoltura e all'allevamento.
Tra gli anni quaranta e gli anni cinquanta del XX secolo San Justo divenne un importante centro industriale. Alla fine degli anni ottanta, con la dismissione e la chiusura di diversi impianti, l'economia locale fu fortemente ridimensionata, mentre in alcune aree abbandonate sorsero grandi bidonville.

## Cultura

### Istruzione

#### Università
La città è sede della Università Nazionale di La Matanza.

## Infrastrutture e trasporti
La principale arteria di comunicazione di San Justo è la strada nazionale 3.

## Sport
La principale società calcistica locale è il Club Almirante Brown, il cui stadio, il Fragata Presidente Sarmiento è situato nella vicina località di Isidro Casanova. Dal 1983 gioca a San Justo il Club Social y Deportivo Liniers che disputa le sue partite interne nello stadio Juan Antonio Arias.